# Infobulle

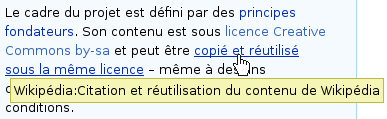
Exemple d'infobulle affichée par un navigateur Web

En informatique, une infobulle est un message qui apparaît en surimpression lors du passage du pointeur de la souris sur certains éléments de l'interface graphique. Elle tire son nom de sa ressemblance avec les bulles des bandes dessinées[réf. nécessaire].

## Usage
Dans son usage habituel, quand l'utilisateur survole (sans cliquer) un élément graphique où cette fonction est activée, un texte d'explication (d'aide) apparait, donnant des informations sur la fonction de l'élément graphique. On parle alors de bulle d’aide.
Une bulle d’aide est un type d’infobulle particulier. Les bulles d'aide sont apparues avec le système d’exploitation Système 7 d'Apple[réf. nécessaire].
Néanmoins, techniquement, le développeur d'une page web peut afficher ce qu'il veut dans une infobulle. Un exemple d'usage non standard est le site humoristique Xkcd qui utilise les infobulles pour y mettre la chute de ses blagues. Le dessinateur Boulet ajoute parfois des infobulles sur certaines cases de son blog BD.

## Aspect technique
L'affichage des infobulles est de la responsabilité du navigateur web. La plupart des navigateurs affichent dans l'infobulle le contenu du champ HTML « title ».
Dans la plupart des cas, il n'est pas possible de voir ces infobulles sur un smartphone, faute d'avoir un pointeur de souris.